# 国土交通省直轄ダム事業年表
本項目では、国土交通省（旧内務省、旧建設省時代を含む）が手掛けた国土交通省直轄ダム事業の歴史について、年表形式でまとめる。

## 年表の見方
1. 西暦・和暦 - 各項目の発生年。和暦についてはjdateの導入をしないで下さい。
2. 事項 - 直轄ダム事業に関連した出来事について記す。なお、人名の肩書きは当時のものである。
3. 災害 - 日本に水害をもたらした主な台風・集中豪雨と渇水、および直轄ダムに被害を与えた地震などの災害について記す。
4. 着手 - 該当年に事業着手したダムを記す。
5. 完成 - 該当年に完成したダムを記す。
6. 出典 - 基本出典として『日本の多目的ダム 直轄編 1990年版』・『河川便覧 2004』pp. 166–191・財団法人日本ダム協会『ダム便覧』（事項・着手・完成）、気象庁『災害をもたらした気象事例』（災害）を挙げるが、上記以外で必要に応じ出典をつける場合に付加する。

## 年表
| 西暦   | 和暦              | 事項 | 災害 | 着手 | 完成                                                         | 備考          |
| ------ | ----------------- | --- | --- | --- | ------------------------------------------------------------ | ------------- |
| 1900年 | 明治33年          | 新淀川開削などの淀川改良工事着手。 | | 南郷洗堰（淀川） |                                                              |               |
| 1905年 | 明治38年          | | | | 南郷洗堰                                                     |               |
| 1909年 | 明治42年          | 信濃川大河津分水路工事、本格的に開始。 | | 大河津洗堰（信濃川） |                                                              |               |
| 1922年 | 大正11年          | 大河津分水路通水。 | | | 大河津洗堰                                                   |               |
| 1925年 | 大正14年          | 物部長穂、土木学会誌にて多目的ダム理論 を提唱。 | | |                                                              | [ 1 ]         |
| 1926年 | 大正15年          | 内務省、鬼怒川改修計画において五十里ダム（男鹿川）構想立案。 | | |                                                              |               |
| 1926年 | 昭和元年          | 物部長穂、河水統制計画論文（物部提言） 発表。 | | |                                                              | [ 1 ]         |
| 1927年 | 昭和2年           | | | 大河津可動堰（大河津分水路） |                                                              |               |
| 1931年 | 昭和6年           | | | | 大河津可動堰                                                 |               |
| 1934年 | 昭和9年           | 青森県、浅瀬石川河水統制事業として沖浦ダムの建設に着手。 | 室戸台風                                                                                                 | |                                                              |               |
| 1935年 | 昭和10年          | 内務省土木会議、物部提言を国策として採用することを決定。 河川堰堤規則・発電用高堰堤規則施行。 | | |                                                              |               |
| 1937年 | 昭和12年          | 内務省、逓信省、農務省予算に河水統制事業費計上。 | | |                                                              |               |
| 1938年 | 昭和13年          | 東京市、江戸川河水統制事業として江戸川水閘門を完成。 | 阪神大水害                                                                                               | |                                                              |               |
| 1939年 | 昭和14年          | 電力管理法施行、日本発送電設立。 | 西日本大旱魃                                                                                             | |                                                              |               |
| 1940年 | 昭和15年          | 山口県、日本最初の多目的ダム・向道ダム（錦川）を完成。 河水統制事業費の国庫補助開始。 大日本帝国海軍と海軍の意向を受けた鐘淵紡績、北上川改修計画に介入。 | | |                                                              |               |
| 1941年 | 昭和16年          | 内務省による直轄ダム事業開始。 北上川五大ダム計画立案。 | | 田瀬（猿ヶ石川） |                                                              |               |
| 1943年 | 昭和18年          | | | 丸山（木曽川） |                                                              |               |
| 1944年 | 昭和19年          | 東條内閣、決戦非常措置要綱発布。ダム事業のほとんどが中断。 | | |                                                              |               |
| 1945年 | 昭和20年          | 終戦。 沖浦ダム完成。 | 枕崎台風 阿久根台風                                                                                      | |                                                              |               |
| 1946年 | 昭和21年          | 内閣経済安定本部発足。 | | 石淵（胆沢川） |                                                              |               |
| 1947年 | 昭和22年          | 内務省解体。 経済安定本部内に河川審議会が設置され、特定河川における調査開始。 | カスリーン台風                                                                                           | |                                                              | [ 2 ]         |
| 1948年 | 昭和23年          | 建設省発足。 | アイオン台風                                                                                             | 柳瀬（銅山川） |                                                              |               |
| 1949年 | 昭和24年          | 10水系11河川を対象とした河川改訂改修計画策定。 | キティ台風 ジュディス台風 デラ台風                                                                       | |                                                              |               |
| 1950年 | 昭和25年          | 国土総合開発法施行。 北海道開発法施行に伴い北海道開発庁発足。 吉野川総合開発計画調査開始。 日向神ダム（矢部川）、福岡県に調査事業を移管。 | ジェーン台風 キジア台風                                                                                  | 五十里（男鹿川） 行徳可動堰（江戸川） |                                                              | [ 3 ]         |
| 1951年 | 昭和26年          | 北海道開発局発足。 河水統制事業、河川総合開発事業に改称。 全国22地域を対象に特定地域総合開発計画策定。 電気事業再編成令により日本発送電分割・民営化、9電力会社発足。 佐波川ダム（佐波川）、山口県の委託を受けて工事に着手。                                                                          | ルース台風                                                                                               | 桂沢（幾春別川） 芦別（芦別川） |                                                              | [ 4 ]         |
| 1952年 | 昭和27年          | 都賀行ダムなどの江の川総合開発計画、調査中止。 電源開発促進法施行、電源開発発足。 | ダイナ台風                                                                                               | 鳴子（江合川） 藤原（利根川） 猿谷（熊野川） |                                                              | [ 5 ]         |
| 1953年 | 昭和28年          | 銅山川疏水完成。 三成ダム（斐伊川）完成し、島根県に管理が移管される。 熊野川総合開発計画、調査中止。 田子倉ダム補償事件が問題化。建設省、福島県の補償案に反対。 電源開発に伴う水没その他の損失補償要綱施行。                                                                                         | 昭和28年西日本水害 紀州大水害 南山城豪雨 台風13号                                                        | 湯田（和賀川） 相俣（赤谷川） 美和（三峰川） 鹿野川（肱川） | 石淵 柳瀬                                                    | [ 6 ]         |
| 1954年 | 昭和29年          | 公共事業の施行に伴う損失補償基準制定。 | 石狩川水系洪水                                                                                           | 二瀬（荒川） | 田瀬                                                         |               |
| 1955年 | 昭和30年          | 治水事業5ヶ年計画策定。 | | | 丸山                                                         |               |
| 1956年 | 昭和31年          | 佐波川ダム完成。 永瀬ダム（物部川）完成し、高知県に管理を移管させる。 北海道電力、日高電源一貫開発計画に着手。 | | 天ヶ瀬（淀川） | 五十里                                                       | [ 7 ]         |
| 1957年 | 昭和32年          | 特定多目的ダム法施行。 鎧畑ダム（玉川）完成し、秋田県に管理を移管させる。 | 諫早豪雨                                                                                                 | 川俣（鬼怒川） 横山（揖斐川） | 桂沢 芦別 鳴子 藤原 猿谷                                     |               |
| 1958年 | 昭和33年          | 中国四国地方建設局、中国地方建設局と四国地方建設局に分割。 工業用水道事業法施行。 小瀬川ダム（小瀬川）、広島・山口両県の委託を受けて施工に着手。 室原知幸らによる蜂の巣城紛争勃発。 | 狩野川台風                                                                                               | 薗原（片品川） 松原（筑後川） 下筌（津江川） | 相俣 美和                                                    |               |
| 1959年 | 昭和34年          | 産業計画会議、沼田ダム計画（利根川）案を発表する。 鹿野川ダム完成し、愛媛県に管理を移管させる。 市房ダム（球磨川）完成し、熊本県に管理を移管させる。 | 伊勢湾台風                                                                                               | 金山（空知川） 鶴田（川内川） | 行徳可動堰 鹿野川                                            | [ 8 ]         |
| 1960年 | 昭和35年          | 通商産業省、第四次発電水力調査結果発表。 治山治水緊急措置法施行。 目屋ダム（岩木川）完成し、青森県に管理を移管させる。 大倉ダム（大倉川）完成し、宮城県に管理を移管させる。 | | |                                                              |               |
| 1961年 | 昭和36年          | 愛知用水完成。 水資源開発促進法・水資源開発公団法施行。 公共用地の取得に関する特別措置法施行。 大野ダム（由良川）完成し、京都府に管理を移管させる。 赤岩ダム計画（鵡川）、中止。 | 昭和36年梅雨前線豪雨 第二室戸台風                                                                        | 小渋（小渋川） | 二瀬 瀬田川洗堰改築（淀川）                                  | [ 9 ] [ 10 ]  |
| 1962年 | 昭和37年          | 全国総合開発計画策定。 水資源開発公団発足し、利根川水系・淀川水系、水資源開発水系に指定。 公共用地の取得に伴う損失補償基準要綱、閣議決定。 中部電力、飛騨川流域一貫開発計画に着手。 | 梅雨前線豪雨                                                                                             | 四十四田（北上川） 新豊根（大入川） 矢作（矢作川） 大滝（紀の川） |                                                              | [ 11 ]        |
| 1963年 | 昭和38年          | 皆瀬ダム（皆瀬川）完成し、秋田県に管理を移管させる。 | | |                                                              |               |
| 1964年 | 昭和39年          | 新河川法制定。一級河川・二級河川の河川等級導入。 筑後川水系、水資源開発水系に指定。 小瀬川ダム完成し、広島・山口両県へ管理を移管させる。 | 昭和39年7月山陰北陸豪雨 東京都大渇水（東京沙漠）                                                         | 釜房（碁石川） 新潟大堰（関屋分水路） 九頭竜（九頭竜川） 菅沢（印賀川） 緑川（緑川） | 湯田 横山 天ヶ瀬                                             |               |
| 1965年 | 昭和40年          | 利根川、淀川など15水系、一級水系に指定される。 木曽川水系、水資源開発水系に指定。 群馬県、世界初の河川水中和事業・吾妻川酸性水中和事業を完成させる。 関屋分水路、直轄事業として施工開始。 | 奥越豪雨                                                                                                 | 岩尾内（天塩川） 大雪（石狩川） 豊平峡（豊平川） | 薗原 鶴田                                                    | [ 12 ]        |
| 1966年 | 昭和41年          | 天塩川、江の川など40水系、一級水系に指定される。 建設省河川局長通達・建河発第一七八号発令。 吉野川総合開発計画策定。 吉野川水系、水資源開発水系に指定。 | | 土師（江の川） 石手川（石手川） 大渡（仁淀川） | 川俣                                                         | [ 12 ]        |
| 1967年 | 昭和42年          | 常願寺川、大井川など30水系、一級水系に指定される。 補助治水ダム事業開始。 | 昭和42年7月豪雨（佐世保水害他） 北摂豪雨 羽越豪雨                                                        | 御所（雫石川） 八ッ場（吾妻川） 真名川（真名川） 川辺川（川辺川） | 金山                                                         | [ 12 ]        |
| 1968年 | 昭和43年          | 荒川など6水系、一級水系に指定される。 品木ダム（湯川）など吾妻川中和施設、群馬県から建設省に管理承継。 豊川用水完成。 | 飛騨川集中豪雨（飛騨川バス転落事故）                                                                     | 北上大堰（北上川） 白川（置賜白川） 川治（鬼怒川） 六角川河口堰（六角川） | 四十四田 九頭竜 菅沢                                         | [ 12 ] [ 13 ] |
| 1969年 | 昭和44年          | 相模川など7水系、一級水系に指定される。 新全国総合開発計画策定。 | 梅雨前線豪雨（信濃川・黒部川水系氾濫）                                                                   | 芦田川河口堰（芦田川） 遠賀川河口堰（遠賀川） | 小渋 櫛田可動堰（櫛田川）                                    | [ 12 ] [ 14 ] |
| 1970年 | 昭和45年          | 黒部川など4水系、一級水系に指定される。 関屋分水路通水。 | | 大石（大石川） 高瀬堰（太田川） 竜門（迫間川） 耶馬溪（山移川） | 岩尾内 釜房 矢作 緑川                                        | [ 12 ]        |
| 1971年 | 昭和46年          | 沖縄振興開発特別措置法施行。 嘉瀬川など4水系、一級水系に指定される。 矢作川河口堰計画（矢作川）着手。 小歩危ダム計画（吉野川）、中止される。 蜂の巣城紛争、終結。 | | 漁川（漁川） 浅瀬石川（浅瀬石川） 宮ヶ瀬（中津川） 宮ヶ瀬副（中津川） 大川（阿賀野川） 蓮（蓮川） 淀川大堰（淀川） 弥栄（小瀬川） 野村（肱川）                                                                                     |                                                              | [ 12 ]        |
| 1972年 | 昭和47年          | 沖縄返還。沖縄開発庁と沖縄総合事務局発足。 琵琶湖総合開発特別措置法施行。 野田導水路事業着手。 留萌川水系と高瀬川水系、一級水系に指定される。 細川内ダム計画（那賀川）着手。徳島県木頭村で反対運動勃発。 第1次田中角栄内閣、沼田ダム計画を中止する。                                                 | 昭和47年7月豪雨（繁藤災害他） 七夕豪雨                                                                   | 鹿ノ子（常呂川） 寒河江（寒河江川） 三春（大滝根川） 大町（高瀬川） 長島（大井川） 苫田（吉井川） 島地川（島地川） 福地（福地川） 新川（新川川） 安波（安波川）                                                                    | 豊平峡 新潟大堰 石手川 松原 下筌                             | [ 12 ] [ 15 ] |
| 1973年 | 昭和48年          | 水源地域対策特別措置法（水特法）制定。 | | 十勝（十勝川） 二風谷（沙流川） 平取（額平川） 馬淵大堰（馬淵川） 阿武隈大堰（阿武隈川） 七ヶ宿（白石川） 森吉山（小又川） 玉川（玉川） 渡良瀬貯水池（渡良瀬川） 坂根堰（吉井川） 八田原（芦田川） 嘉瀬川（嘉瀬川） 厳木（厳木川） | 新豊根 土師                                                  |               |
| 1974年 | 昭和49年          | 電源三法施行。 国土庁発足。 川辺川ダムなど直轄10ダム、水特法指定対象ダムとなる。 荒川水系、水資源開発水系に指定される。 北千葉導水路・佐賀導水路事業着手。 島地川ダム、本体工事にRCD工法を世界初導入。 財団法人日本ダム協会設立。                                                                    | 多摩川狛江水害                                                                                           | 定山渓（小樽内川） 宇奈月（黒部川） 手取川（手取川） 灰塚（上下川） 温井（滝山川） 巨勢川調整池（巨勢川） | 松浦大堰（松浦川） 福地                                      |               |
| 1975年 | 昭和50年          | 香川用水完成。 宮川水系、最後の一級水系に指定される。 ダム周辺環境整備事業創設。 | | 美利河（後志利別川） 三国川（三国川） 普久川（普久川） 辺野喜（辺野喜川） | 大雪 高瀬堰                                                  | [ 12 ]        |
| 1976年 | 昭和51年          | 河川管理施設等構造令施行。 霞ヶ浦導水事業着手。 利根川・荒川水源地対策基金設立。 アメリカ合衆国でティートンダムが決壊。 | 長良川安八水害                                                                                           | 月山（梵字川） 羽地（羽地大川） | 新川                                                         |               |
| 1977年 | 昭和52年          | 第三次全国総合開発計画策定。 宮ヶ瀬ダムなど直轄5ダム、水特法指定対象ダムとなる。 木曽三川水源地域対策基金設立。 | | 忠別（忠別川） 荒川調節池（荒川） 松原再開発（筑後川） 下筌再開発（津江川） | 真名川                                                       |               |
| 1978年 | 昭和53年          | 七ヶ宿・蓮ダム、水特法指定対象ダムとなる。 野田導水路完成。 | 福岡市大渇水                                                                                             | 蒲原大堰（信濃川） 設楽（豊川） 大戸川（大戸川） 紀の川大堰（紀の川） 大分川（七瀬川） 福地再開発（福地川） 漢那（漢那福地川） 億首（億首川）                                                                                      | 大石                                                         |               |
| 1979年 | 昭和54年          | 長島ダム、水特法指定対象ダムとなる。 淀川水源地域対策基金設立。 | | 滝里（空知川） 長井（置賜野川） 小里川（小里川） 加古川大堰（加古川） 城原川（城原川） 立野（白川） | 北上大堰 手取川                                              |               |
| 1980年 | 昭和55年          | 美利河・三春ダム、水特法指定対象ダムとなる。 余野川ダム計画（余野川）着手。 | | 新丸山（木曽川） | 漁川 馬淵大堰                                                |               |
| 1981年 | 昭和56年          | 御所ダム完成により、北上川五大ダム計画が完了する。 | 沖縄県大渇水 台風14号（石狩川大水害）                                                                    | 札内川（札内川） | 御所 白川 坂根堰 芦田川河口堰 野村                           |               |
| 1982年 | 昭和57年          | 苫田ダム、水特法第9条等指定対象ダムとなる 真栄里ダム（宮良川）完成し、沖縄県に管理を移管させる。 財団法人ダム技術センター発足。 | 昭和57年7月豪雨（長崎大水害） 台風10号                                                                   | 鳴瀬堰（鳴瀬川） 摺上川（摺上川） 湯西川（湯西川） 中筋川（中筋川） | 阿武隈大堰 小矢部大堰（小矢部川） 島地川 六角川河口堰        |               |
| 1983年 | 昭和58年          | | 昭和58年7月豪雨（山陰豪雨） 台風10号                                                                     | 胆沢（胆沢川） 成瀬（成瀬川） 足羽川（足羽川） 志津見（神戸川） 平成大堰（山国川） | 鹿ノ子 川治 遠賀川河口堰 安波 普久川                         |               |
| 1984年 | 昭和59年          | 湖沼水質保全特別措置法（湖沼法）施行。釜房ダム湖が指定される。 清津川ダム計画（清津川）、戸草ダム計画（三峰川）着手。 財団法人小里川ダム対策基金設立。 | | 留萌（チバベリ川） | 十勝 蒲原大堰 淀川大堰 耶馬溪 松原再開発                     |               |
| 1985年 | 昭和60年          | 二風谷・平取ダム、水特法指定対象ダムとなる。 千曲川上流ダム計画（千曲川）、調査開始。 吉野川水源地域対策基金設立。 | | 新桂沢（幾春別川） 三笠ぽんべつ（奔別川） 妙見堰（信濃川） 殿（袋川） | 大町                                                         |               |
| 1986年 | 昭和61年          | 八ッ場ダムなど直轄4ダム、水特法指定対象ダムとなる。 地下ダム総合開発事業創設。 中部電力、飛騨川流域一貫開発計画を完了。 | 昭和61年8月洪水                                                                                          | 山鳥坂（河辺川） | 法勝寺川堰（法勝寺川） 大渡 厳木 下筌再開発                  | [ 16 ] [ 17 ] |
| 1987年 | 昭和62年          | 滝里・志津見・大分川ダム、水特法指定対象ダムとなる。 消流雪用水がダムの目的に加えられる（雪対策ダム事業）。 特定ダム堆砂防除事業（ダムリフレッシュ事業）創設。 「森と湖に親しむ旬間」行事新設。多くの人造湖に固有湖名が命名される。                                                                  | | 横川（横川） 美和再開発（三峰川） 尾原（斐伊川） 大保（大保川） | 大川 辺野喜                                                  |               |
| 1988年 | 昭和63年          | 森吉山ダム、水特法第9条等指定対象ダムとなる。 ダム湖活用促進事業（レイクリゾート事業）創設。 小規模生活貯水池事業開始。 吉野川第十堰（吉野川）可動堰化事業着手。 浅瀬石川ダム完成により、沖浦ダム水没。 紀の川水源地域対策基金設立。 財団法人ダム水源地環境整備センター設立。                        | | サンル（サンル川） 津軽（岩木川） | 浅瀬石川 加古川大堰                                          |               |
| 1989年 | 平成元年          | 紀伊丹生川ダム計画（紀伊丹生川）着手。 | | 最上川さみだれ大堰（最上川） 利賀（利賀川） 天ヶ瀬再開発（淀川） | 定山渓                                                       |               |
| 1990年 | 平成2年           | 胆沢・新丸山・大戸川ダム、水特法指定対象ダムとなる。 玉川酸性水中和事業、玉川ダムを利用し開始。 豊川水系、最後の水資源開発水系に指定される。 | 台風19号                                                                                                 | 横山再開発（揖斐川） 九頭竜川鳴鹿大堰（九頭竜川） 横瀬川（横瀬川） 本明川（本明川） | 玉川 寒河江 妙見堰 弥栄 瀬高堰（矢部川） 平成大堰 福地再開発 |               |
| 1991年 | 平成3年           | 横川・灰塚ダム、水特法指定対象ダムとなる。 関西電力出し平ダム（黒部川）、日本初の排砂放流開始。 | | 夕張シューパロ（夕張川） | 美利河 鳴瀬堰 七ヶ宿 蓮                                      |               |
| 1992年 | 平成4年           | 嘉瀬川ダム、水特法第9条等指定対象ダムとなる。 鳴瀬川総合開発事業（田川第一・第二ダム）着手。 | | | 嘉瀬川大堰 漢那                                              |               |
| 1993年 | 平成5年           | 尾原ダムなど直轄4ダム、水特法指定対象ダムとなる。 上矢作ダム計画（上村川）着手。 | 平成5年8月豪雨（鹿児島水害）                                                                             | 鳥海（子吉川） | 三国川                                                       |               |
| 1994年 | 平成6年           | 地域に開かれたダム事業創設。ダムの積極的一般開放始まる。 藤田恵、徳島県木頭村長就任。細川内ダム反対運動激化。 | 台風26号 平成6年渇水                                                                                     | | 日野川堰（日野川）                                           |               |
| 1995年 | 平成7年           | 倉敷ダム（与那原川）完成し、沖縄県に管理が移管される。 荒川上流ダム再編事業の一環である新大洞ダム計画（大洞川）着手。 | 梅雨前線豪雨                                                                                             | 千代田分流堰（十勝川） | 最上川さみだれ大堰                                           |               |
| 1996年 | 平成8年           | 東京電力、尾瀬原ダム計画（尾瀬分水計画）を中止する。 | | 大河津洗堰改築（信濃川） | 荒川調節池                                                   |               |
| 1997年 | 平成9年           | 環境影響評価法施行。 公共工事コスト縮減対策に関する行動指針策定。 夕張シューパロダム、水特法第9条等指定対象ダムとなる。 北海道電力、日高電源一貫開発計画を概ね完了。 二風谷ダム建設差止訴訟判決。アイヌ民族の先住性認める。                                                                          | 梅雨前線豪雨 台風9号 台風19号                                                                            | 鳴瀬川中流堰（鳴瀬川） | 二風谷 三春 八田原                                           |               |
| 1998年 | 平成10年          | 第2次橋本内閣、細川内ダム計画を凍結。 | 平成10年8月上旬豪雨 平成10年8月末豪雨（那須豪雨）                                                        | | 札内川 中筋川 松原堰（矢部川）                               |               |
| 1999年 | 平成11年          | 北千葉導水路完成。 玄倉川水難事故。 | 台風16号（長良川水害） 台風18号                                                                          | | 滝里 六間堰（加勢川）                                        |               |
| 2000年 | 平成12年          | 富郷ダム（銅山川）完成し、吉野川総合開発計画完了。 出し平・宇奈月ダムによる連携排砂事業開始。 吉野川第十堰可動堰化について、徳島市民による住民投票実施。 小池正勝徳島市長、吉野川第十堰可動堰化に反対姿勢を表明。 矢作川河口堰計画・細川内ダム計画、中止される。                                     | 東海豪雨                                                                                                 | 小渋再開発（小渋川） | 宮ヶ瀬 宮ヶ瀬副 大河津洗堰改築 宇奈月                        |               |
| 2001年 | 平成13年          | 国土交通省発足。 第1次小泉内閣、「骨太の方針」発表。10年以上停滞したダム事業の総点検を開始。 田中康夫長野県知事、「脱ダム宣言」発表。 | 台風11号 台風15号                                                                                        | | 鳴瀬川中流堰 月山 長島 温井 竜門                             |               |
| 2002年 | 平成14年          | 大田正徳島県知事、吉野川第十堰可動堰化に反対を表明。 潮谷義子熊本県知事、荒瀬ダム（球磨川）の水利権失効後撤去を発表。 清津川・千曲川上流・紀伊丹生川など直轄ダム事業の中止が増加する。 | 台風6号                                                                                                  | | 渡良瀬貯水池                                                 |               |
| 2003年 | 平成15年          | 水資源開発公団、独立行政法人水資源機構に改組される。 成瀬ダム、水特法指定対象ダムとなる。 | | 大河津可動堰改築（大河津分水路） | 小里川 九頭竜川鳴鹿大堰                                      |               |
| 2004年 | 平成16年          | 電源開発、民営化される。 新潟県中越地震で妙見堰（信濃川）が一部損壊。 | 台風6号 平成16年7月新潟・福島豪雨 平成16年7月福井豪雨 台風10号 台風15号 台風21号 台風23号 新潟県中越地震 | 佐久間再開発（天竜川） | 苫田 羽地                                                    |               |
| 2005年 | 平成17年          | 淀川水系流域委員会、計画5ダム事業の中止を勧告。 億首ダム（億首川）、台形CSGダムとして世界初の施工を開始。 財団法人ダム水源地環境整備センター、ダム湖百選事業を創設。 | 梅雨前線豪雨 平成17年渇水 台風14号                                                                       | |                                                              |               |
| 2006年 | 平成18年          | 二級河川・神戸川水系の全河川、斐伊川水系に編入され一級河川となる。 足羽川ダム、福井豪雨を受けダム地点を部子川へ移し事業再開。 鹿野川ダム、愛媛県より国土交通省へ管理を移管。 嘉田由紀子滋賀県知事、大戸川ダム事業の凍結を要求する。 長野県知事選挙で田中康夫落選。村井仁知事、「脱ダム宣言」を撤回。 | 梅雨前線豪雨 平成18年7月豪雨（鹿児島県北部豪雨他）                                                       | 足羽川（部子川） 鹿野川改造（肱川） | 忠別 千代田分流堰 摺上川 灰塚                                |               |
| 2007年 | 平成19年          | 長安口ダム（那賀川）、徳島県より国土交通省へ管理を移管。 全国の直轄ダム・水資源機構管理ダムでダムカードの頒布開始。 | 台風4号                                                                                                  | 長安口改造（那賀川） 鶴田再開発（川内川） | 横川                                                         |               |
| 2008年 | 平成20年          | 水資源機構、日本最大の多目的ダム・徳山ダム（揖斐川）を完成させる。 足羽川ダム、水特法指定対象ダムとなる。 蒲島郁夫熊本県知事や人吉市・相良村、川辺川ダム建設に反対表明。 淀川水系流域委員会の勧告を受けて、余野川ダム計画が中止される。 岩手・宮城内陸地震で石淵ダム（胆沢川）の堤体一部損壊。       | 平成20年8月末豪雨 岩手・宮城内陸地震                                                                     | |                                                              |               |
| 2009年 | 平成21年          | 佐賀導水路完成。 鳩山由紀夫内閣、マニフェストに従い八ッ場・川辺川ダム中止を表明。 前原誠司国土交通大臣、施工中ダム事業の凍結を発表する。 石原慎太郎東京都知事ら関東一都五県の知事、八ッ場ダム中止撤回を要求。 橋下徹大阪府知事、紀の川大堰（紀の川）の水利権を国に返上する。                         | 平成21年7月中国・九州北部豪雨                                                                            | | 留萌 紀の川大堰 巨勢川調整池                                 |               |
| 2010年 | 平成22年          | 前原国土交通大臣、ダム事業再検証を開始、都道府県にも再検証を要請。 上矢作ダム計画・吉野川第十堰可動堰化、中止。 | 奄美豪雨                                                                                                 | | 横山再開発                                                   |               |
| 2011年 | 平成23年          | 野田内閣、八ッ場ダム事業を再開する。 吾妻川上流総合開発事業（吾妻川）・七滝ダム計画（御船川）、再検証により中止。 長井ダム完成により、管野ダム（置賜野川）水没する。 東日本大震災に伴う津波で、北上大堰（北上川）などが一部損壊。 黒部川ダム排砂被害訴訟、和解。                                     | 東日本大震災 平成23年7月新潟・福島豪雨 台風12号 台風15号                                                 | （八ッ場） | 長井 殿 志津見 大保                                          | [ 18 ]        |
| 2012年 | 平成24年          | サンル・足羽川・大分川・立野ダム、事業再開。 新大洞ダム・戸草ダム計画、再検証により中止。 | 平成24年7月九州北部豪雨                                                                                  | （サンル） （足羽川） （大分川） （立野） | 森吉山 湯西川 尾原 嘉瀬川                                    | [ 18 ]        |
| 2013年 | 平成25年          | 鳴瀬川総合開発事業、宮城県の治水事業と統合。田川（旧田川第一）ダム計画中止。 新桂沢など10ダム、事業再開。 胆沢ダム試験湛水に伴い、石淵ダム水没。 億首ダム、金武ダムに名称変更。 | 台風18号                                                                                                 | 筒砂子（筒砂子川） 漆沢再開発（鳴瀬川） （新桂沢） （三笠ぽんべつ） （平取） （成瀬） （鳥海） （新丸山） （山鳥坂） （横瀬川） （本明川）                                                                                         | 胆沢 大滝 金武（旧億首）                                     | [ 18 ]        |
| 2014年 | 平成26年          | 設楽ダム、事業再開。 夕張シューパロダム試験湛水に伴い、大夕張ダム水没。 | 平成26年8月豪雨（広島豪雨災害他）                                                                        | （設楽） | 大河津可動堰改築                                             | [ 18 ]        |
| 2015年 | 平成27年          | | 平成27年9月関東・東北豪雨（鬼怒川水害）                                                                  | 大町ダム等再編 ・大町再開発（高瀬川） ・高瀬再開発（高瀬川） ・七倉再開発（高瀬川） | 夕張シューパロ                                               |               |
| 2016年 | 平成28年          | 利賀・大戸川・城原川ダム、筑後川水系ダム群連携事業再開。 本明川ダム、水特法指定対象ダムとなる。 | 熊本地震                                                                                                 | （利賀） （大戸川） （城原川） （筑後川水系ダム群連携） |                                                              |               |
| 2017年 | 平成29年          | 河川・ダムの健全性の評価結果公表。 ダム再生ビジョン策定。 ダム再生計画策定事業開始。補助多目的ダムなどに対し社会資本整備総合交付金の支給範囲を拡大して都道府県のダム再生事業を支援。 津軽ダム完成に伴い、目屋ダム水没。                                                                              | 平成29年7月九州北部豪雨                                                                                  | | 津軽                                                         | [ 18 ]        |
| 2018年 | 平成30年          | 平成30年7月豪雨に伴う鹿野川・野村ダムの緊急放流が問題化。 | 平成30年7月豪雨（西日本豪雨） 北海道胆振東部地震                                                         | 雨竜川ダム再生 ・雨竜第一再生（雨竜川） ・雨竜第二再生（ウツナイ川） 矢作再生（矢作川） | サンル 小渋再開発 鶴田再開発                                 | [ 18 ]        |
| 2019年 | 平成31年 令和元年 | 国直轄7河川において緊急治水プロジェクトの策定が行われる。 流域治水プロジェクト開始。 既存ダムの洪水調節機能強化に向けた基本方針策定。 大分川ダム、ななせダムに名称変更。 | 令和元年房総半島台風 令和元年東日本台風                                                                  | 北上川上流ダム再生 ・四十四田再生（北上川） ・御所再生（雫石川） 藤原再生（利根川） 岩瀬再生（岩瀬川） | 鹿野川改造 ななせ（旧大分川）                                | [ 18 ]        |
| 2020年 | 令和2年           | 事前放流ガイドライン策定。一級・二級水系185水系において治水・利水ダムの事前放流について指針を策定する。 新型コロナウイルス感染症の蔓延により、ダムカードの配布を一時中止。 蒲島熊本県知事、川辺川ダムの建設を容認へ転換。 筒砂子ダム、鳴瀬川ダムに名称変更。                                         | 令和2年7月豪雨（熊本豪雨）                                                                               | 九頭竜川上流ダム再生 ・九頭竜再生（九頭竜川） 旭川中上流部ダム再生 ・旭川再生（旭川） ・湯原再生（旭川） 小見野々再生（那賀川） | 八ッ場 横瀬川                                                |               |